# Damon Herriman
Damon Herriman (Adelaide, 31 de março de 1970) é um ator australiano. Ele interpretou Charles Manson na série Mindhunter, da Netflix, e no filme Once Upon a Time in Hollywood (2019).
Herriman nasceu em Adelaide no sul da Austrália. Ele começou a atuar em comerciais de televisão locais, com oito anos de idade, logo depois ele foi escalado como Frank Errol em The Sullivans, pela qual recebeu três nomeações ao Prêmio Logie por sua atuação. Também participou do filme House Of Wax (2005). Interpretou Bruno Hauptmann em J. Edgar.